# Apostolado de Almadrones (El Greco)
El Apostolado de Almadrones es un apostolado incompleto —sólo ocho lienzos— realizado por el Greco y su taller, procedente de la Iglesia parroquial de Almadrones. En principio se habló de un noveno lienzo, representando a Juan el Evangelista, pero todo indica que se trató de una confusión. Parece que la fecha de realización de estos lienzos es posterior a la de los otros apostolados existentes, ya que su técnica es más avanzada.

## Los apostolados realizados por el Greco y por su taller

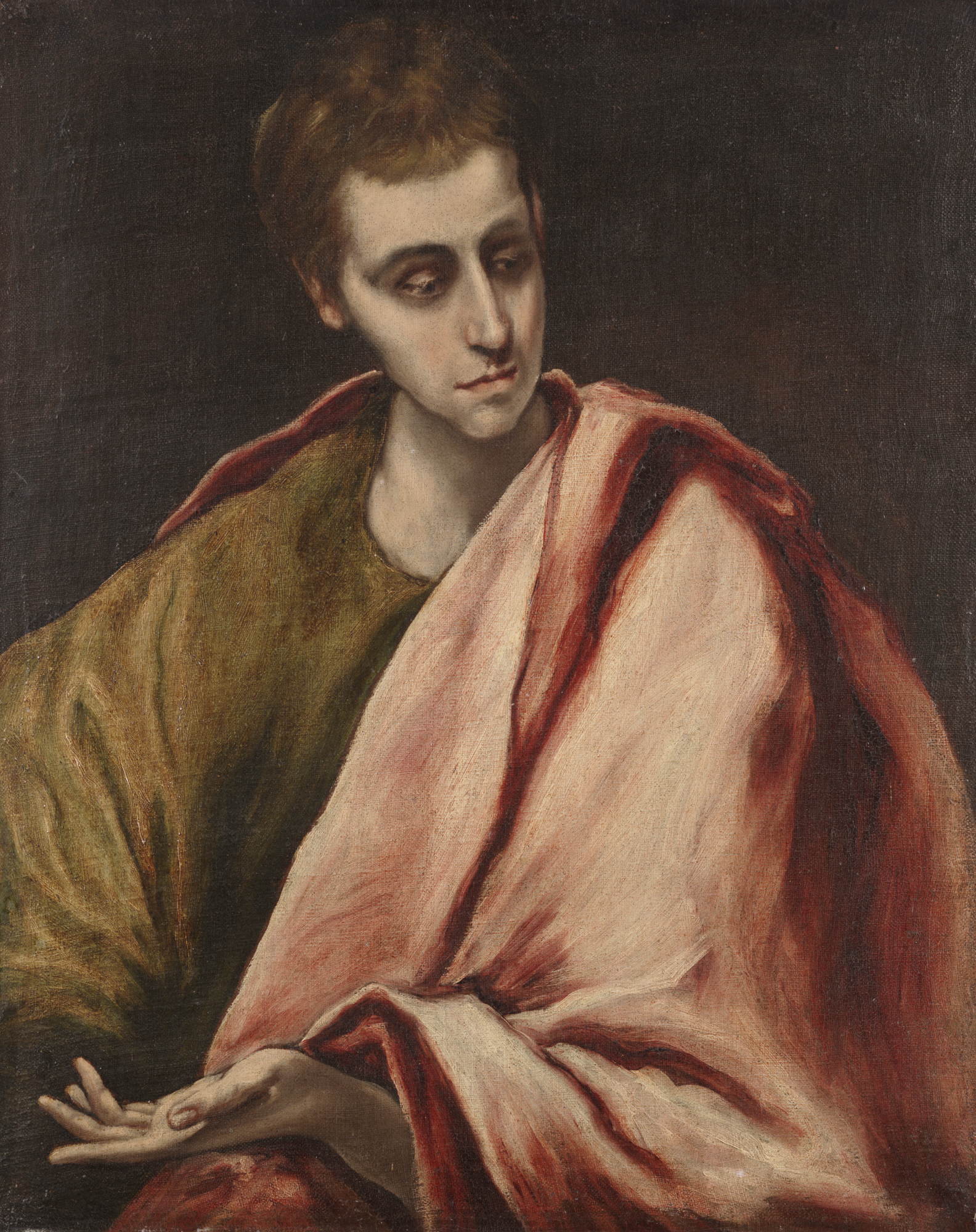
San Juan Evangelista, actualmente en el Museo de Arte Kimbell. Se creía que había formado parte de este apostolado.

A partir de ca.1600, el Greco y su taller pintaron varios conjuntos pictóricos representando a Jesús como Salvator Mundi y a sus discípulos. Estas series son conocidas como «apostolados», denominación inexacta, ya que en todos ellos se eliminó a Matías, reemplazado por San Pablo y, en otro, Bartolomé substituye a Lucas el Evangelista. Jesús siempre aparece en posición frontal, en actitud de bendición. En los conjuntos que se han conservado enteros, seis discípulos aparecen mirando a la derecha, y seis a la izquierda, lo que sugiere la colocación en una habitación rectangular. Cristo ocuparía el testero, y los discípulos —en grupos de seis— en los dos muros laterales.
Se conservan intactos dos conjuntos: el Apostolado de la catedral de Toledo, y el Apostolado del Museo del Greco, ambos con alguna intervención del taller. Existen también otros apostolados, básicamente obras del taller con alguna intervención del maestro. Estos conjuntos —llamados "apostolados menores"— son los siguientes:
- El  presente Apostolado de Almadrones, que ha llegado hasta la actualidad incompleto y disperso.
- El Apostolado de San Feliz, que permanece casi completo —falta el Salvator Mundi— y se considera esencialmente un trabajo del taller.
- El llamado Apostolado Arteche, que se halla incompleto, y se considera obra básicamente de taller.
- El llamado Apostolado Henke, que se conserva disperso, y que también cabe considerarlo una obra del taller.

## El apostolado de Almadrones
Este conjunto fue descubierto durante la guerra civil española, descuidado y colgado a siete metros de altura, en el ábside y en los muros laterales de la iglesia parroquial de Almadrones. Está formado por siete lienzos representando apóstoles, más un octavo representando al Salvator Mundi. Son figuras de medio cuerpo, como las de la serie del Marqués de San Feliz, y no de tres cuartos, como el de la Catedral de Toledo o el del Museo del Greco. Son obras básicamente del taller, a excepción de Mateo el Evangelista, que debió ser realizado por el maestro. Parece que permanecieron inacabados a la muerte del Greco. Después de siglos de abandono y negligencia, fueron limpiados y restaurados. Actualmente, cuatro de estos lienzos se exhiben en el Museo del Prado, y los otros cuatro están repartidos entre dos colecciones de los Estados Unidos: una obra en el Museo de Arte del Condado de Los Ángeles y tres en el Museo de Arte de Indianápolis —Fundación Clowes—.
Estos lienzos han sufrido mucho. Su soporte original se deterioró, con importantes pérdidas de pigmentos. Fueron plegados cuando su superficie estaba quebradiza, con pérdidas horizontales, como por ejemplo en el Santo Tomás, donde afectan zonas clave de la palma y de la boca, posteriormente rellenadas y repintadas. De hecho, las partes más discutibles de estas obras podrían ser debidas a restauraciones discutibles, más que a fallos del taller del Greco.
En el Santiago el Mayor se observa una línea negra sobre el hermoso fondo color terracota del cuello del personaje, que permite vislumbrar el método de trabajo del Greco. El maestro debía empezar la composición encajando los contornos de la figura con trazos enérgicos, con una especie de «dibujo previo». No se conoce el funcionamiento de su taller, pero la opinión general con respecto a estos lienzos es que el Greco comenzaba las pinturas y, en un momento determinado, sus ayudantes pasaban a terminarlos.
Lafuente fue el primero en darlos a conocer, señalado la magnífica calidad de algunos y la menor calidad de otros. Algunos lienzos están firmados con las iniciales δ y θ en minúsculas cursivas, como los del Apostolado de San Feliz y algunos del llamado Apostolado Arteche. La restauración de los lienzos —excesiva en algunos casos— no permite demasiadas precisiones en cuanto a la técnica.
Según Gudiol, se trata del conjunto más tardío, el que demuestra una técnica más avanzada, y sería en gran parte obra del propio Greco. Las figuras, aunque en gran parte basadas en las del Apostolado Arteche, presentan cambios notables con respecto a aquel conjunto.  En esta serie, el Greco penetra anímicamente en el expresionismo. Ante algunas de estas pinturas, nadie diría que son de principios del siglo XVII, ya que más bien parecen una premonición de Vincent van Gogh.

## Procedencia
- La procedencia de este conjunto es incierta. Al parecer, procedían de una fundación establecida en el siglo XVIII por el obispo de Cuenca, don Miguel del Olmo.[1]

## Lienzos que componen el apostolado de Almadrones
- El Salvador (Apostolado de Almadrones)
- San Andrés (Apostolado de Almadrones)
- San Juan Evangelista (Apostolado de Almadrones)
- San Lucas (Apostolado de Almadrones)
- San Pablo (Apostolado de Almadrones)
- San Simón (Apostolado de Almadrones)
- Santiago el Mayor (Apostolado de Almadrones)
- Santo Tomás (Apostolado de Almadrones)
- San Mateo (Apostolado de Almadrones)